# Resolutie 2394 Veiligheidsraad Verenigde Naties
Resolutie 2394 van de Veiligheidsraad van de Verenigde Naties werd unaniem door de VN-Veiligheidsraad aangenomen op 21 december 2017, en verlengde de UNDOF-waarnemingsmissie aan de Syrisch-Israëlische grens opnieuw met een half jaar.

## Achtergrond
Na de Jom Kipoeroorlog van 1973 kwamen Syrië en Israël overeen de wapens neer te leggen. De bestandslijn lag in het gebied van de Golan-hoogten in het zuidwesten van Syrië. Een waarnemingsmacht van de Verenigde Naties, de United Nations Disengagement Observer Force (Waarnemersmacht van de VN voor Toezicht op het Troepenscheidingsakkoord), moest op de uitvoer van de twee gesloten akkoorden toezien. Ook toen in 2011 de Syrische Burgeroorlog uitbrak, bleef de missie doorlopen.

## Inhoud
De aanhoudende gevechten in de door UNDOF bewaakte scheidingszone in het kader van de Syrische Burgeroorlog hielden het risico in dat de spanningen tussen Israël en Syrië opnieuw uit de hand zouden lopen. In dit gebied zouden geen militairen aanwezig mogen zijn. Beide landen werden opgeroepen de wapenstilstand uit 1974 in ere te houden.
Inmiddels had UNDOF opnieuw posten bezet op de Hermonberg. Men was ook van plan terug te keren naar verlaten posten aan de Syrische zijde van de zone. In 2014 had men daar veel posten moeten verlaten vanwege de hevige gevechten tussen het Syrisch leger en rebellengroepen.
UNDOF's mandaat werd opnieuw met zes maanden verlengd, tot 30 juni 2018.
Lijst ·  2337 ·  2338 ·  2339 ·  2340 ·  2341 ·  2342 ·  2343 ·  2344 ·  2345 ·  2346 ·  2347 ·  2348 ·  2349 ·  2350 ·  2351 ·  2352 ·  2353 ·  2354 ·  2355 ·  2356 ·  2357 ·  2358 ·  2359 ·  2360 ·  2361 ·  2362 ·  2363 ·  2364 ·  2365 ·  2366 ·  2367 ·  2368 ·  2369 ·  2370 ·  2371 ·  2372 ·  2373 ·  2374 ·  2375 ·  2376 ·  2377 ·  2378 ·  2379 ·  2380 ·  2381 ·  2382 ·  2383 ·  2384 ·  2385 ·  2386 ·  2387 ·  2388 ·  2389 ·  2390 ·  2391 ·  2392 ·  2393 ·  2394 ·  2395 ·  2396 ·  2397